# 自由乘车者
自由乘车者是指美国的民权活动家们从1961年开始的乘坐跨州巴士前往种族隔离现象严重的美国南部，以检验美国最高法院针对波因顿诉弗吉尼亚案（Boynton v. Virginia）（1960）和 艾琳·摩尔根诉弗吉尼亚州案（Irene Morgan v. Commonwealth of Virginia）（1946）判决的落实情况。
最高法院在波因顿案中做出了判决，允许跨州旅行者无视当地的种族隔离政策。波因顿案判决后，在饭店和跨州巴士站点候车室中的种族隔离行为不再合法。而且早在波因顿案判决的五年前，州际商务委员会已经在萨拉·基斯诉卡罗莱纳长途汽车公司案（Sarah Keys v. Carolina Coach Company ）的裁决中宣布废止普莱西诉弗格森案中设立的州际巴士中“隔离但平等”的法令。但州际商务委员会（ICC）并没有施行其裁决，所以吉姆·克劳法仍然在整个美国南部施行。
早在1960年，南方的青年、学生就开始参加大规模静坐抗议，反对在便餐店划分黑人与白人区域，抵制那些仍保持种族隔离政策的零售商。自由乘车运动随后开始。1961年5月4日，第一批的自由乘车者从华盛顿出发，计划于5月17日到达新奥尔良。争取种族平等大会资助了随后大部分自由乘车，也有一部分自由乘车是是由学生非暴力协调委员会所组织。自由乘车者乘坐了多种不同的公共交通工具。他们挑战南部种族隔离的做法激起了强烈反响，为美国民权运动的带来了积极影响。因为他们，南部对于联邦法律的无视以及当地有关种族隔离的种种暴行得到了全国的关注。当地警察以“擅入”、“非法集结”、“违反种族隔离法”等罪名抓捕这些示威者。在一些地区，警察与三K党以及其他白人反对者合作，并常常任由白人暴力团伙攻击示威者而不加干涉。

## 开端
1947年，民权活动家贝阿德·拉斯丁和乔治·豪泽领导了旅程和解运动，自由乘车者们受到了其启发。更早时，美国最高法院禁止了州际旅行中的种族歧视。和1961年自由乘车运动相似，旅程和解运动的目的是为检验其实施情况。拉斯丁和其他一些争取种族平等大会的高级成员被捕，并被判处在北卡罗莱纳州拴着铁链做苦工(chain gang)，罪名是违反种族歧视法（Jim Crow laws）中关于公共交通分隔座位的规定。
第一次自由乘车开始于1961年5月4日。在争取种族平等大会的主管詹姆斯·法玛尔的带领下，13名自由乘车者（7个黑人，6个白人，包括Genevieve Hughes, William E. Harbour和Ed Blankenheim ）坐着灰狗和旅途巴士离开华盛顿。他们的计划是途经弗吉尼亚州、南卡罗莱纳州、北卡罗莱纳州、佐治亚州、阿拉巴马州和密西西比州，到达目的地路易斯安娜州的新奥尔良，在那里计划举行一场民权集会。大部分的自由乘车者来自争取种族平等大会，两人来自学生非暴力协调委员会。大部分自由乘车者都在四五十岁左右。
自由乘车者在旅途中所采取的策略是这样的：至少有一对黑人和白人坐在联座上，并至少有一名黑人坐在前排座位。这些座位在奉行种族隔离政策的当地是留给白人乘客的。其他人分散坐在巴士的其他位置上。有一个人需遵守种族隔离的规定以防止被捕。当其他的自由乘车者被捕后，他负责联络争取种族平等大会总部，然后为被捕人员安排保释。
在弗吉尼亚州和北卡罗莱纳州，他们只遇到了小麻烦，但是在南卡罗莱纳的岩石丘，约翰·刘易斯（John Lewis）遭到袭击。在北卡罗来纳州的夏洛特、南卡罗莱纳的温斯伯勒和密西西比州的杰克逊，示威者中均有人被捕。

## 在安尼斯顿和伯明翰遭受暴徒的袭击
阿拉巴马州伯明翰市的警察局长布尔·康纳连同警长汤姆·库克（狂热的三K党支持者），和当地的三K党分会组织了针对自由乘车者的暴力袭击。两人制订计划以终结阿拉巴马州的自由乘车活动。他们向加里·托马斯·罗（联邦调查局线人）和阿拉巴马州最暴力的三K党组织“Eastview Klavern＃13”的成员保证，暴徒将有十五分钟去攻击自由乘车者而不会被逮捕。该计划是为了制造在安尼斯顿的最初袭击和在伯明翰进行的最后袭击。
5月14日母亲节，安尼斯顿的一群三K党暴徒（一些还穿着教服）袭击了两辆巴士中的第一辆（灰狗）。司机试图开车离开车站，却一直被挡住，直到三K党暴徒砍坏了巴士的轮胎。暴徒强迫司机把毁坏的巴士停在了城外几英里的地方，然后用燃烧弹烧掉它。在巴士燃烧的同时，暴徒强行关住车门以烧死自由乘车的示威者。但油箱爆炸 或者一个挥舞左轮手枪的联邦秘密调查员还是迫使暴徒撤退了，然后示威者逃出了巴士。暴徒继续攻击逃出的示威者，直到高速公路巡警朝天开火阻止了示威者被处以私刑。
当天晚上，医院的工作人员因为害怕外面的暴徒，在凌晨两点的时候把住院的示威者（其中大部分已被拒绝接受治疗）赶出了医院。当地民权领袖牧师弗雷德·沙特爾斯沃思（Fred Shuttlesworth）无视暴徒而组织了几辆黑人的车去救治受伤的示威者。
当铁路巴士到达安尼斯顿并停在终点站后（灰狗巴士被烧后的一个小时），八个三K党成员登上了巴士。他们在巴士后面把示威者殴打至半昏迷。 抵达伯明翰后，一群三K党暴徒 在警察局长布尔·康纳指挥的警察的帮助和唆使下袭击了巴士。当示威者离开巴士后，手持棒球棒，钢管和自行车链条的暴徒攻击了他们。参与袭击的三K党成员包括FBI的线人加里·托马斯·罗。示威者中的白人被单挑遭到疯狂殴打；詹姆斯·佩克头上的伤口需要缝超过50针。佩克被送到卫理公会医疗中心，但被中心拒绝治疗，后来被送往杰斐逊·希尔曼医院接受了治疗。
当美国司法部长罗伯特·肯尼迪看到巴士被烧和袭击的报道后，他敦促示威者克制自己。他派助手约翰·席根塔勒前往阿拉巴马，试图平息事态。尽管遭受暴力袭击以及面临更多的威胁，示威者仍希望继续他们的旅程。肯尼迪安排了一个护卫队以护送示威者安全到达蒙哥马利。然而电台报道说，暴徒在巴士总站以及前往蒙哥马利的路线上等待示威者。灰狗巴士的职员告诉示威者，司机拒绝带他们去任何地方。 意识到他们的努力已经引起了人们对公民权利事业的广泛关注而且还要在新奥尔良举行集会，示威者决定放弃剩下的巴士旅途而直接从伯明翰飞到新奥尔良。当他们第一次登上飞机时，炸弹威胁让所有的乘客被迫撤离。
纳什维尔的学生和学生非暴力协调委员会领导人黛安·纳什认为，如果允许用暴力来阻止自由乘车，这个行动将在几年内受挫。于是她推动寻找方式替代以恢复自由乘车。05月17日，一群新的示威者（由10个纳什维尔的学生组成）乘坐巴士前往伯明翰，在那里他们被布尔·康纳逮捕入狱。 这些学生在监狱中唱着自由之歌，保持着高昂的精神。迫于无奈，康纳将他们带到田纳西州州界并放了他们，说：“我无法忍受他们的歌声。” 然后他们立即回到了伯明翰。

## 在蒙哥马利遭受暴徒的袭击
为了响应学生非暴力协调委员会（SNCC）来自美国东部的号召，约翰·刘易斯（John Lewis）和汉克·托马斯（两个留在伯明翰参加过最开始行动的年轻SNCC成员）加入了自由乘车活动。5月19日，他们尝试恢复自由乘车，但司机因为害怕周围巴士车站中暴徒的嚎叫而拒绝了。在三K党暴徒骚扰和围攻下，示威者等了一晚上的巴士。
在约翰·肯尼迪政府面临的强大的公众压力下，灰狗巴士公司被迫提供一个司机。在首席检察官办公室的拜伦·怀特的直接介入下，阿拉巴马州州长约翰·帕特森勉强答应保护示威者免受三K党暴徒和伯明翰至蒙哥马利之间道路上的狙击手的袭击。在5月20日上午，自由乘车恢复了，巴士载着示威者在阿拉巴马州高速公路巡警一个分队的保护下以90英里的时速开往蒙哥马利。 
公路巡警在蒙哥马利市区范围抛弃了巴士和示威者。在南苑街（South Court Street）的巴士站，一群等待在此的白人暴徒手持棒球棒和钢管殴打了示威者。当地警察允许殴打继续进行。 和以前一样，白人示威者被挑出来遭受更残酷的殴打。记者和新闻摄影师最先被攻击，相机也被摧毁了，但有记者随后拍了一张吉姆·茨威格在医院的照片，显示他被殴打得伤痕累累。司法部官员席根塔勒被殴打至昏迷躺在大街上。救护车拒绝把伤员运送到医院，当地黑人救出他们，并且很多示威者被送去医院就诊。
第二天晚上，5月21日（星期天），1500多人挤满了牧师拉尔夫·阿伯内西的第一浸信会教堂以表达对示威者的崇敬。演讲者有蒙哥马利的牧师马丁·路德·金，牧师弗雷德·舒特尔斯沃和詹姆斯·法玛尔。在外面，3000多白人暴徒袭击黑人，而只有极少数的美国法警保护教堂免受燃烧弹攻击和袭击。因为市、州警察没有采取任何措施恢复秩序，肯尼迪总统威胁要派出联邦军队。州长帕特森抢先命令阿拉巴马州国民警卫队去驱散暴徒，他们在早晨到达了教堂。
在2011年的一篇纪念专栏中，伯纳德·拉斐特回忆暴徒用石头打破教堂的窗户并投入催泪弹。他讲述了马丁·路德·金的英勇行动。在得知黑人出租车司机武装成一支队伍来营救里面的人后，他担心这会导致更多的暴力冲突。他选择了10个承诺不使用暴力的志愿者来保护他穿过白人暴徒，这些暴徒让开路使金和护卫者两个两个地通过。金前往黑人出租车司机那里要求他们分散撤退，以防止更多的暴力冲突。金和他的护卫者不受骚扰地回到了教堂里面。拉斐特在2011年也接受了BBC的采访，并在2011年8月31日的收音机广播中叙述了这些事件以纪念自由乘车运动。阿拉巴马州国民警卫队在清晨终于抵达并驱散了暴徒，且安全护送出了教堂里所有的人。

## 进入密西西比

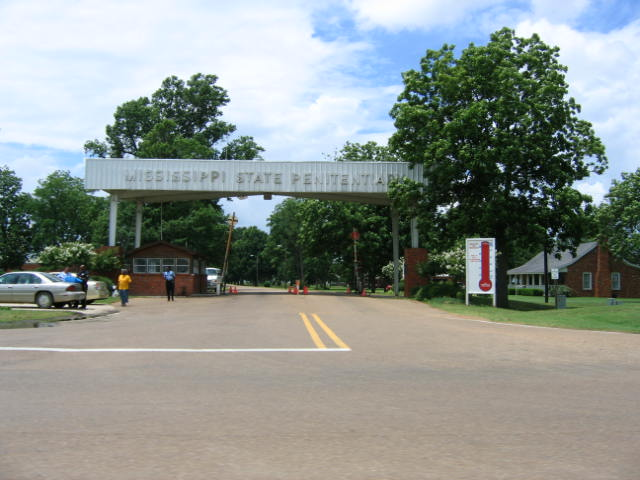
一些自由乘车者被关押在密西西比州立监狱

第二天，5月22日（星期一），更多来自争取种族平等大会（CORE）和学生非暴力协调委员会（SNCC）的示威者抵达蒙哥马利以继续自由乘车并代替仍然在医院中的受伤示威者。在幕后，肯尼迪政府与阿拉巴马州、密西西比州州长进行了一项交易。州长们同意派州警察和国民警卫队保护示威者免受暴徒的迫害，作为回报，当巴士到达车站后，联邦政府不会干预并阻止当地警方逮捕违反种族隔离法令的示威者。
5月24日（星期三）早晨，示威者登上巴士前往密西西比州的杰克逊市。在公路巡警和国民警卫队保护下，巴士平安无事地抵达了杰克逊。当他们试图使用车站内只供白人使用的设施时，当地警方立即逮捕了他们。在蒙哥马利，包括耶鲁大学的牧师威廉·斯隆·科芬，盖洛德·布鲁斯特·诺伊斯（Gaylord Brewster Noyce），舒特尔斯沃（Shuttlesworth），阿伯内西（Abernathy），怀亚特·沃克在内的自由乘车者同样因涉嫌违反当地种族隔离条例被逮捕。
这建立了一个被后来的自由乘车者模仿的模式，大部分人前往杰克逊市，并在那里被逮捕入狱。这种战略成为试图填满监狱的尝试之一。在杰克逊和海因兹县监狱被填满后，示威者被转移到臭名昭著的密西西比州立监狱（被称为Parchman农场）。这里的虐待包括投进最高级别秘密单元（死囚牢房），只允许穿内衣，禁止锻炼，禁止收發邮件。当自由乘车者拒绝停止吟唱自由之歌时，监狱官员带走了他们的床垫、床单和牙刷，并拆掉了窗户上的屏风。

## 著名的自由乘车者
- 美国众议院议员约翰·刘易斯（John Lewis）(D-GA)
- 詹姆斯·L·比维尔牧师（James L. Bevel）
- 马尔科姆·博伊德牧师（Malcolm Boyd）
- 斯托克利·卡迈克尔（Stokely Carmichael） [24]
- 威廉·斯隆·科欣（William Sloane Coffin）
- 詹姆斯·L.法玛尔博士（James L. Farmer, Jr.）
- 美国众议院议员鲍勃·菲尔勒（Bob Filner）(D-CA)
- 威廉·E·哈勃（William E. Harbour）
- 伯纳德·拉斐特牧师（Bernard Lafayette）
- 威廉·马奥尼（William Mahoney）
- 查尔斯·内博内特(Charles Neblett)
- 沃利·纳尔逊(Wally Nelson)
- 詹姆斯·佩克(James Peck)
- 黛安纳什(Diane Nash)
- 弗雷德·舒特尔斯沃（Fred Shuttlesworth）
- 卡罗尔·露丝·希尔沃（Carol Ruth Silver）
- 罗比·多丽丝·史密斯-罗宾逊（Ruby Doris Smith-Robinson）
- 沃克（Wyatt Tee Walker）
- 詹姆斯·茨威格（James Zwerg）

### 参加自由乘车的争取种族平等大会（CORE）成员，1961年5月4日-17日
- 约翰·刘易斯（John Lewis)
- 弗雷斯·伯格曼（Fraces Bergman ）[24]
- 沃尔特·贝格曼（Walter Bergmman）
- 阿尔伯特·毕格罗（Albert Bigelow）
- 艾德·布兰科恩海姆（Ed Blankenheim）
- 本杰明·埃尔顿·考克斯（Benjamin Elton Cox）
- 詹姆斯·法玛尔（James Farmer）
- 罗伯特·G.格林芬（Robert G. Griffin）
- 赫尔曼·哈里斯（Herman Harris）
- 吉纳维芙·休斯（Genevieve Hughes）
- 吉米·麦当劳（Jimmy McDonald）
- 艾弗·摩尔（Ivor Moore）
- 湄弗·朗西丝·莫尔特里（Mae Frances Moultrie）
- 詹姆斯·佩克（James Peck）
- 约瑟夫·帕金斯（Joseph  Perkins）
- 查尔斯·佩森（Charles Person）
- 伊萨克·雷诺（Isaac "Ike" Reynolds）
- 亨利·托马斯·汉克（Henry ("Hank") Thomas）

## 影响
肯尼迪兄弟（The Kennedys）提倡要有一个“冷却期”，他们谴责说，示威者的行为是不爱国的，因为他们使美国在冷战时期在世界舞台上处境十分被动。美国司法部长罗伯特·肯尼迪申明他认为美国司法部不会在关于宪法权利有争议的问题上偏向哪一方。他的观点激怒了民权支持者，他们认为司法部有义务执行最高法院的判决并保护公民行使他们的宪法权利而免受暴力威胁。
争取种族平等大会、学生非暴力协调委员会、南方基督教领袖会议拒绝了“冷却期”。他们组织了自由乘车者协调委员会（Freedom Riders Coordinating Committee）使自由乘车运动在6月到9月顺利进行。 在这几个月中，超过60次自由乘车运动在南部进行，其中大部分最终汇集到杰克逊。在杰克逊总共超过300名示威者被逮捕。在南部的其他城市也有许多示威者被逮捕。据估计接近450名示威者参与自由乘车运动，其中75%的参与者为男性，同样75%的参与者在年龄在30岁以下，白人和黑人参与者的人数相当。
1961年夏，自由乘车者也抗议其他形式的种族歧视。他们一起坐在种族隔离的餐厅、午餐柜台以及酒店。当目标是大公司，比如连锁酒店时，这种行为尤其有效。由于害怕这些抵制影响生意，老板们开始解除商业上的种族歧视。
6月中旬，一群自由乘车者计划在佛罗里达州的塔拉哈西结束自由乘车运动，然后从塔拉哈西机场乘飞机返回。警察护送自由乘车者从长途汽车站到机场。在机场，他们决定在一家挂着“只为白人（For Whites Only）”牌子的餐厅就餐。店主拒绝为他们提供服务。尽管餐厅为个人所有，但也是从县政府租来的。他们取消了飞机的预定，决定等到餐厅重新开门以招待他们。他们当晚等到11点然后第二天又返回。在这期间，反对他们的人群聚集，扬言以暴力阻止他们的行为。1961年6月16日，示威者在塔拉哈西以非法集结罪被逮捕。此次逮捕和后续审判后来被称作德雷内诉塔拉哈西市案（Dresner v. City of Tallahassee）. 1963年，对他们的审判上诉到最高法院，法院以技术原因为由拒绝听取这个案子。
这个影响很广的事件，在国际上激起了不满，迫使美国政治领导做出了决定。1961年5月29日，总检察长罗伯特·肯尼迪向州际商务委员会递交诉状要求其服从他们于1955年11月在萨拉·基斯诉卡罗莱纳长途汽车公司案（Sarah Keys v. Carolina Coach Company）中关于乘坐长途汽车取消种族隔离的判决。这项判决清楚地否定了在州际乘车上的“隔离但平等”政策。时值南卡罗莱纳州民主党人门罗·约翰逊（J. Monroe Johnson）任州际商业委员会主席，委员会没能执行这项判决。
1961年9月，州际商业委员会发出强制命令，新的政策在萨拉·基斯诉卡罗莱纳长途汽车公司案（Sarah Keys v. Carolina Coach Company）判决下达六年之后，终于在1961年11月1日生效。新的州际商业委员会法规生效以后，乘客可以在州际长途汽车和火车上坐在他们想坐的位置；“白人”、“黑人”的牌子在终点站被摘除；种族隔离的饮水机、厕所、候车室被合并；午餐柜台开始对所有顾客服务，无论他们的种族。
自由乘车运动激起的大范围的暴力在美国社会掀起巨浪。社会各界媒体强调，担心自由乘车运动激起大范围的社会混乱和种族分歧。白人群体的媒体谴责争取种族平等大会采取的直接行动的方法，部分美国国家媒体丑化自由乘车者。
与此同时，自由乘车运动在全美的黑人和白人间建立了巨大的信任，也激励很多人参与直接的民权运动。也许最重要的是，北部的自由乘车行动站在黑人一边面临危险，这激励了许多住在南部农村的黑人。他们成了更大范围的民权运动的骨干，包括选民登记和其他活动。南部黑人渐渐在他们的教堂周围、社区中心组织起来。自由乘车运动激励了人们参与到其他后续的民权运动中去，包括选民登记、自由学校和黑人权力运动。

## 纪念活动
为了庆祝自由乘车运动50周年，奥普拉·温芙瑞邀请所有仍在世的自由乘车者参与他的 special program 电视节目来纪念他们的传奇。该集节目在2011年5月4日播出。 与此同时，2011年4月28日至5月2日，一个自由乘车者的重聚会议在芝加哥举行。 参与者简历及节目和其他信息请参见 Traveling Down Freedom's Main Line （页面存档备份，存于）。
2011年5月6日至16日，来自全美的40名大学生登上长途汽车，从华盛顿到新奥尔良，追随当年自由乘车者的路线。 （页面存档备份，存于） 2011年学生自由乘车运动（The 2011 Student Freedom Ride）是为纪念自由乘车运动50周年。由PBS和“美国印象”（American Experience）赞助。学生沿途与民权领袖见面，并和当时参与运动的示威者（Ernest "Rip" Patton, Joan Mulholland, Bob Singleton, Helen Singleton, Jim Zwerg, and Charles Person）一起完成了旅程。2011年5月16日，PBS播放了纪录片《自由乘车者》（Freedom Riders）。
2011年5月19日至21日，在阿拉巴马州蒙哥马利市，在当年爆发暴力冲突的公交车终点站（Greyhound Bus terminal）内新落成的自由乘车运动博物馆举行活动纪念自由乘车运动。进一步的信息参见 Freedom Rides Museum。2011年5月22日至26日，50周年重聚会议在杰克逊举行，以纪念自由乘车运动到达杰克逊。 进一步的消息参见 Mississippi Freedom 50th: Return of the Freedom Riders。
2011年，巴勒斯坦活动家受自由乘车者启发，使用同样的方法在以色列登上拒绝其搭乘的公交车。